# جایزه عقاب طلایی
جایزه عقاب طلایی (به روسی: премия Золотой Орёл) جایزه‌ای است که هر ساله در ۲۰ رشته مختلف توسط آکادمی علوم و هنرهای تصاویر متحرک روسیه به آثار برجسته سینمایی اهدا می‌شود. این جایزه برای اولین بار در ۲۰۰۲ میلادی به برندگان آن تعلق گرفت و از آن پس به‌طور معمول هر ساله در ماه ژانویه برگزار می‌شود. عقاب طلایی یکی از مهم‌ترین جوایز سینمایی در روسیه به‌شمار می‌آید.